# Grubka
Grubka – część wsi Rożnowice w Polsce, położona w województwie małopolskim, w powiecie gorlickim, w gminie Biecz. Wchodzi w skład sołectwa Rożnowice.
W latach 1975–1998 Grubka położona była w województwie krośnieńskim.